# Natuurkundig Tijdschrift voor Nederlandsch-Indië
Natuurkundig Tijdschrift voor Nederlandsch-Indië (abreviado Natuurk. Tijdschr. Ned.-Indië) fue una revista ilustrada con descripciones botánicas que fue editada en Indonesia. Se publicaron 100 números en los años 1850-1940, con el nombre de Natuurkundig Tijdschrift voor Nederlandsch-Indië. Jakarta. Fue reemplazado por Natuurwetenschappelijk Tijdschrift voor Nederlandsch Indië.